# Montpinchon
Montpinchon est une commune française, située dans le département de la Manche en région Normandie, peuplée de 543 habitants.

## Géographie

### Localisation

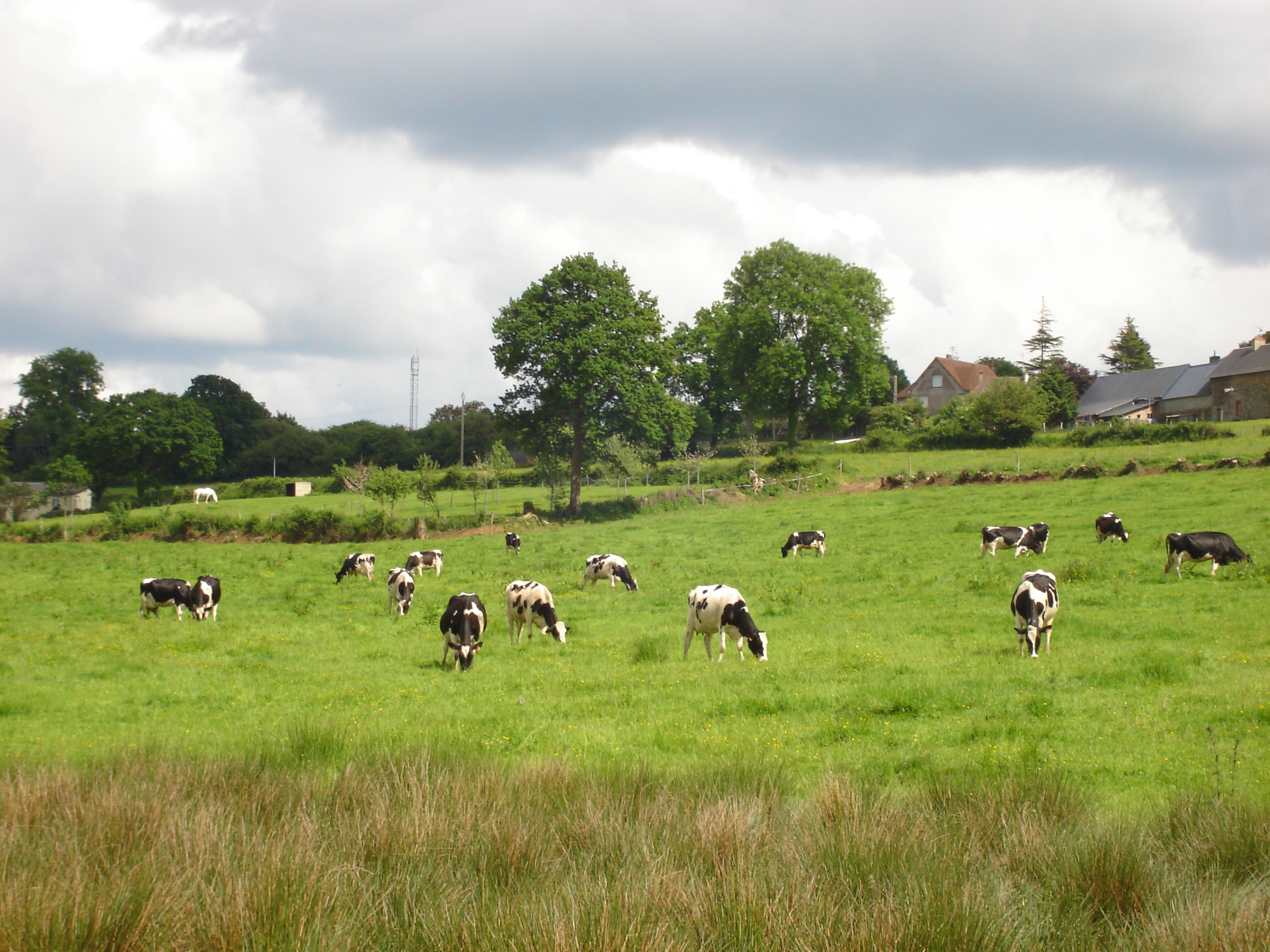
Champ de vaches Prim'Holstein, paysage typique du bocage normand à Montpinchon.

La commune de Montpinchon se situe au sommet d'une colline, au cœur du bocage normand. 
| Savigny             | Savigny     | Cametours (sur quelques mètres), Cerisy-la-Salle |
| Ouville             | Montpinchon | Cerisy-la-Salle                                  |
| Saint-Denis-le-Vêtu | Roncey      | Notre-Dame-de-Cenilly                            |

### Hydrographie
La commune est située dans le bassin Seine-Normandie. Elle est drainée par la Soulles, le ruisseau de la Sauvagere, le ruisseau de Vesly, le ruisseau du Pont Sohier, la Soullette, un bras de la Soulle, le cours d'eau 01 du Moulin de la Roque, le cours d'eau 02 du Moulin de la Roque, le fossé 01 de la Fosse aux Addes, le fossé 01 de la Prioudière, le fossé 01 de l'Hôtel au Lièvre, le fossé 01 de Quathoule, le fossé 01 du Village Basset, le fossé 01 du Village du Breton et divers autres petits cours d'eau,.
La Soulles, d'une longueur de 52 km, prend sa source dans la commune de Percy-en-Normandie et se jette  dans la Sienne à Heugueville-sur-Sienne, après avoir traversé 19 communes. 

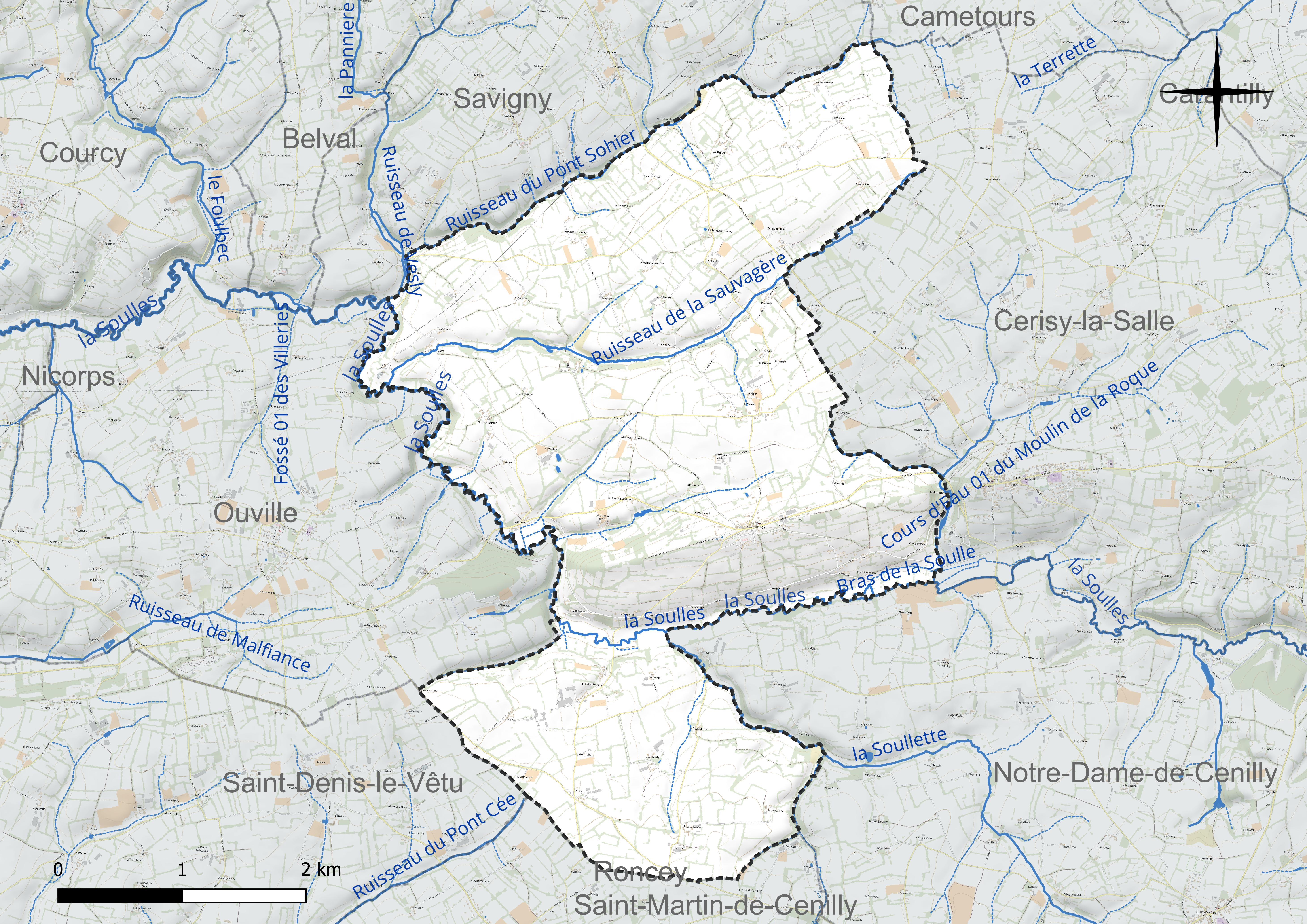
Réseau hydrographique de Montpinchon.

### Climat
Pour des articles plus généraux, voir Climat de la Normandie et Climat de la Manche.
En 2010, le climat de la commune est de type climat océanique franc, selon une étude du CNRS s'appuyant sur une série de données couvrant la période 1971-2000. En 2020, Météo-France publie une typologie des climats de la France métropolitaine dans laquelle la commune est exposée à un climat océanique et est dans la région climatique  Normandie (Cotentin, Orne), caractérisée par une pluviométrie relativement élevée (850 mm/a) et un été frais (15,5 °C) et venté.
Pour la période 1971-2000, la température annuelle moyenne est de 10,8 °C, avec une amplitude thermique annuelle de 11,6 °C. Le cumul annuel moyen de précipitations est de 1 020 mm, avec 15,1 jours de précipitations en janvier et 9,2 jours en juillet. Pour la période 1991-2020, la température moyenne annuelle observée sur la station météorologique la plus proche, située sur la commune de Cerisy-la-Salle à 2 km à vol d'oiseau, est de 11,5 °C et le cumul annuel moyen de précipitations est de 1 112,5 mm,. Pour l'avenir, les paramètres climatiques de la commune estimés pour 2050 selon différents scénarios d’émission de gaz à effet de serre sont consultables sur un site dédié publié par Météo-France en novembre 2022.

## Urbanisme

### Typologie
Au 1er janvier 2024, Montpinchon est catégorisée commune rurale à habitat très dispersé, selon la nouvelle grille communale de densité à sept niveaux définie par l'Insee en 2022.
Elle est située hors unité urbaine.
Par ailleurs la commune fait partie de l'aire d'attraction de Coutances, dont elle est une commune de la couronne,. Cette aire, qui regroupe 37 communes, est catégorisée dans les aires de moins de 50 000 habitants,.

### Occupation des sols
L'occupation des sols de la commune, telle qu'elle ressort de la base de données européenne d’occupation biophysique des sols Corine Land Cover (CLC), est marquée par l'importance des territoires agricoles (99 % en 2018), une proportion identique à celle de 1990 (99 %).
La répartition détaillée en 2018 est la suivante : prairies (75,9 %), terres arables (15,5 %), zones agricoles hétérogènes (7,5 %), forêts (1 %).

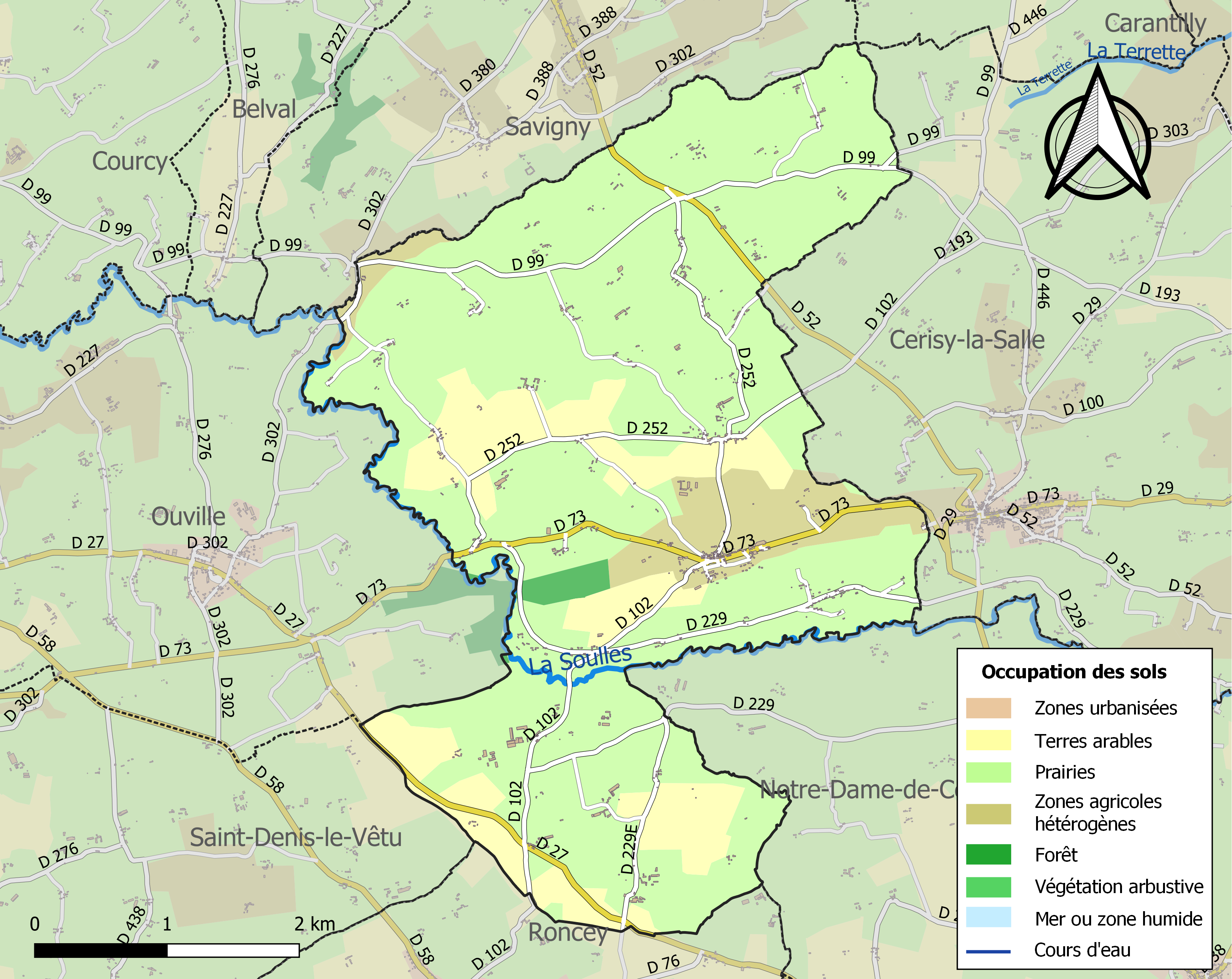
Carte des infrastructures et de l'occupation des sols de la commune en 2018 (CLC).

L'évolution de l’occupation des sols de la commune et de ses infrastructures peut être observée sur les différentes représentations cartographiques du territoire : la carte de Cassini (XVIIIe siècle), la carte d'état-major (1820-1866) et les cartes ou photos aériennes de l'IGN pour la période actuelle (1950 à aujourd'hui).

## Toponymie
De Monte Pinceon 1180, Montpinchon 1216, La Salle 1731 - 1775, Caillebot la Salle 1776 - 1790, Montpinson 1791, Montpinchon 1792, Monspincon sans date.
Il s'agit d'un type toponymique propre au Nord de la France et à la Belgique, comme Montpinchon (Eure), ancienne commune rattachée à Épinay et Montpinçon (Calvados et Mayenne). La formule inverse est représentée par les noms de lieux picards Penchemont (Oise, Pinchemont 1795) à Catigny et Pinchemont (Somme, Pinchemonte 1151) à Nampont, et belges Pinsamont (Montem Pincionis, XIIe siècle) à Tillet.
Apparemment « mont du pinson », toponyme formé comme Aiglemont, Merlemont ou Montfaucon pour certains d'entre eux avec un nom de volatile. La forme normanno-picarde du nom du pinson est précisément pinchon.
Certains spécialistes de l'onomastique ont voulu voir une racine prélatine *pinc, ayant le sens de « hauteur », présente dans le Pincio, colline de Rome, et Pintsch (Luxembourg).
Le déterminant -la-Salle apparaît au XVIIIe siècle en 1732. Il correspond au titre de marquis de La Salle que portait à cette époque Louis Caillebot de La Salle, détenteur du fief de Montpinchon. Ensuite dénommée Caillebot-la-Salle, par adjonction du nom de la famille, elle retrouve son nom d'origine à la Révolution. La Salle est initialement le nom d'un fief situé au Mesnil-Thomas (Eure-et-Loir), possédé puis vendu en 1659 par la famille Caillebot qui en conserve néanmoins le titre par la suite.
Le gentilé est Montpinchonnais.

## Histoire

### Temps modernes
Au XVIIe siècle, la paroisse produisait des toiles de lin qui étaient vendues sur le marché de Cerisy.

### Révolution française et Empire
La paroisse eut pour dernier seigneur Marie-Louis Caillebot de La Salle (1716-1796), lieutenant-général des armées du roi, commandant en second en Alsace, mort en émigration à Constance (Allemagne).

## Politique et administration
Le conseil municipal est composé de quinze membres dont le maire et trois adjoints.

## Population et société

### Démographie
L'évolution du nombre d'habitants est connue à travers les recensements de la population effectués dans la commune depuis 1793. Pour les communes de moins de 10 000 habitants, une enquête de recensement portant sur toute la population est réalisée tous les cinq ans, les populations de référence des années intermédiaires étant quant à elles estimées par interpolation ou extrapolation. Pour la commune, le premier recensement exhaustif entrant dans le cadre du nouveau dispositif a été réalisé en 2006.
En 2022, la commune comptait 543 habitants, en évolution de +1,12 % par rapport à 2016 (Manche : −0,31 %, France hors Mayotte : +2,11 %).
Montpinchon a compté jusqu'à 2 033 habitants en 1806.
| 1793  | 1800  | 1806  | 1821  | 1831  | 1836  | 1841  | 1846  | 1851  |
| ----- | ----- | ----- | ----- | ----- | ----- | ----- | ----- | ----- |
| 1 851 | 1 889 | 2 033 | 2 008 | 1 936 | 1 910 | 1 810 | 1 742 | 1 636 |

| 1856  | 1861  | 1866  | 1872  | 1876  | 1881  | 1886  | 1891  | 1896  |
| ----- | ----- | ----- | ----- | ----- | ----- | ----- | ----- | ----- |
| 1 578 | 1 529 | 1 550 | 1 383 | 1 336 | 1 291 | 1 297 | 1 218 | 1 141 |

| 1901  | 1906 | 1911 | 1921 | 1926 | 1931 | 1936 | 1946 | 1954 |
| ----- | ---- | ---- | ---- | ---- | ---- | ---- | ---- | ---- |
| 1 056 | 996  | 954  | 804  | 815  | 796  | 802  | 844  | 854  |

| 1962 | 1968 | 1975 | 1982 | 1990 | 1999 | 2006 | 2011 | 2016 |
| ---- | ---- | ---- | ---- | ---- | ---- | ---- | ---- | ---- |
| 776  | 673  | 595  | 528  | 526  | 494  | 539  | 561  | 537  |

| 2021 | 2022 | - | - | - | - | - | - | - |
| ---- | ---- | - | - | - | - | - | - | - |
| 534  | 543  | - | - | - | - | - | - | - |

### Manifestations culturelles et festivités
- Foire millénaire de la Saint-Laurent (depuis le XIIe siècle) le 2e mardi du mois d'août et le week-end précédent. Courses cyclistes, vide-greniers, concours agricoles et feu d'artifice.
- Fête de l'amitié le premier week-end de juillet.
- Marché du terroir le deuxième dimanche d'avril.

### Sports et loisirs
L'Entente Montpinchon-Savigny-Cerisy fait évoluer deux équipes de football en divisions de district.

## Culture locale et patrimoine

### Lieux et monuments
- Église Notre-Dame de l'Assomption des XIIIe, XVe – XVIe siècles avec clocher à flèche de pierre et voûte en bois… Elle abrite un maître-autel du XVIIIe, une chaire à prêcher du XVIIe, une clef de voûte du XVe, une statue Ecce homo du XVIIe.
- Chapelle Saint-Laurent (1690).
- Monument au télégraphe Chappe, sur la place centrale.
- Monument de la Guerre de 1870.
- Croix de cimetière du XVIIe siècle.
- Château de la Salle des XIVe, XVe – XVIIe siècles.
- Château de Cathehoule (1610).
- Manoir de la Vaudouvière de XVIIe siècle.
- Vestiges de moulins à eau. Il en a existé jusqu'à douze au XIXe siècle.
- Maison au linteau datée 1805.

### Patrimoine culturel
L'affaire de la dame blanche, qui selon la légende apparaîtrait le 14 de chaque mois, attira de nombreux touristes et journalistes dans les années 1980.

### Personnalités liées à la commune
- Robert Jollivet (Montpinchon - Rouen, 1444), abbé du Mont-Saint-Michel de 1411 à 1420.
- André Dessoude (Montpinchon, 1940 -), pilote de Rallye-raid, patron d’écurie en Rallye-raid et entrepreneur.

### Héraldique
| Blason de Montpinchon | Blason  | D'or au mont de sinople chargé de deux clefs d'argent passées en sautoir et sommé de trois pins de sable surmontés de trois annelets de gueules rangés en chef.                                                          |
| Blason de Montpinchon | Détails | Armes parlantes. type rébus mont+pin ; les trois annelets ajoutés en chef empruntés au blason de la famille Caillebot de La Salle, anciens seigneurs de Montpinchon et de Cerisy (de gueules à 6 annelets d'or 3, 2, 1). |